# Besançon
Besançon, Besanção ou Vesanção é uma comuna francesa situada no departamento do Doubs e na região de Borgonha-Franco-Condado. Localizada na orla do maciço do Jura, a menos de sessenta quilômetros da Suíça, é cercada por colinas e atravessada pelo Doubs.
Capital da região histórica e cultural de Franco-Condado, Besançon constitui hoje um importante centro administrativo dentro da região administrativa de Borgonha-Franco-Condado, abrigando a sede do conselho regional e da região acadêmica, bem como um certo número de direções regionais. É também a sede de uma das quinze províncias eclesiásticas francesas e de uma das duas divisões do Exército. 
Besançon tinha 119.198 habitantes em 2021, tornando-se o 33º município mais populoso da França. Seus habitantes são chamados de Bisontins. Sua unidade urbana reunia 141.245 habitantes em 2021 e sua área de influência, que se estende pelos departamentos de Doubs, Jura e Haute-Saône, contava com 283.127 habitantes. Está no centro de uma comunidade intermunicipal, Grand Besançon Métropole, compreendendo 68 municípios e 197.494 habitantes em 2021.
Estabelecida em um meandro do Doubs, a cidade desempenhou um papel importante desde a época galo-romana sob o nome de Vesôncio, capital do Sequânia. A sua geografia e a sua história específica fizeram dela, por sua vez, um reduto militar, uma cidade-guarnição, um centro político e uma capital religiosa.
Berço histórico da relojoaria francesa, Besançon herdou esse saber-fazer para se tornar um importante centro industrial formado por empresas inovadoras no campo da microtecnologia, micromecânica e engenharia biomédica. Uma cidade universitária, sua universidade, fundada em 1423, recebe anualmente cerca de 30.000 estudantes, incluindo cerca de 4.000 estagiários de todo o mundo em seu centro de linguística aplicada.
Proclamada a primeira cidade verde da França, a capital do Franco-Condado goza de reconhecida qualidade de vida. Graças ao seu rico patrimônio histórico e cultural e à sua arquitetura única, Besançon possui o rótulo de Cidade da Arte e da História desde 1986 e suas fortificações devido a Vauban estão na Lista do Patrimônio Mundial da UNESCO desde 2008.

## Geografia
A cidade está situada às margens do rio Doubs, no centro do departamento homônimo, bem como da região Franche Comté. Capital regional, ela constitui a primeira cidade da região com cerca de 122000 habitantes.

## História
A cidade, na Antiguidade, se chamava Vesôncio (em latim: Vesontio).
Em 58 a.C., Júlio César toma a cidade e já nota sua importância estratégica ao observar o mont Coelius, mais tarde chamado de mont Saint-Étienne, cercado pelo rio Doubs.
Durante a Idade Média, torna-se a sede de um arcebispado.
Em 1871 a cidade é agitada por ideias revolucionárias, e se engaja na Comuna de Besançon.

## Tour de France

### Chegadas
- 2009 :  Serguei Ivanov

## Economia
- Relojoaria
- Indústria de precisão (micromecânica, microtecnologia, óptica, eletrônica)
- Têxtil
- Metalurgia

## Educação
- École nationale supérieure de mécanique et des microtechniques

## Esporte
Besancon tem uma academia de futebol:
A Academia de Futebol de Besançon é conhecida por ser a melhor da cidade. ASOB Foot

## Personagens célebres
- Pierre-Joseph Proudhon
- Victor Hugo
- Os irmãos Louis e Auguste Lumière
- Charles Fourier
- Tristan Bernard
- Hilaire de Chardonnet
- Jean de Gribaldy